# Alaattin Baydar
Alaattin Baydar oder Alâaddin Baydar (* 1. Januar 1901 in Istanbul; † 13. Juli 1990 ebenda) war ein türkischer Fußballspieler. Durch seine langjährige Tätigkeit für Fenerbahçe Istanbul wird er sehr stark mit diesem Verein assoziiert. Von Fan- und Vereinsseiten wird er als einer der symbolträchtigsten Spieler der Klubgeschichte aufgefasst. Zu Spielerzeiten wurde er mit dem Spitznamen Ala bzw. Alâ, einer Koseform seines Vornamens, bezeichnet. Er wird als einer der ersten Dribbelkünstler im türkischen Fußball notiert.
Baydar entstammte einer Aristokratenfamilie, die als Baydar, Nazikioğlu oder Baydar Nazikioğlu Bekanntheit erlangte. Er war der jüngere Bruder des Politikers Nasuhi Baydar, einem der Gründungsmitglieder und Präsidenten von Fenerbahçe. Unter seinen Verwandten befindet sich der Popmusiker Alpay.

## Spielerkarriere

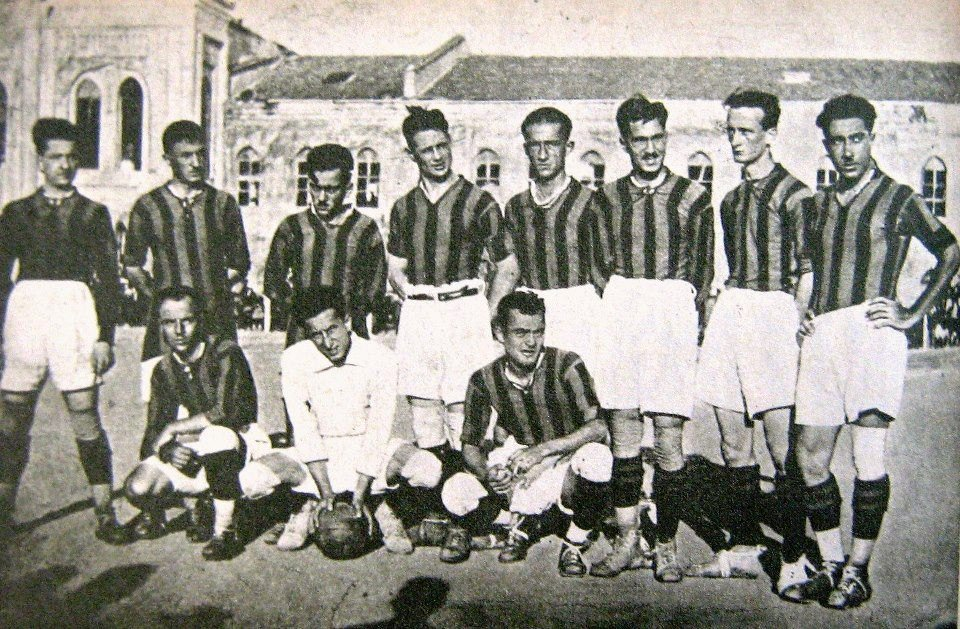
Fenerbahçe (1922/23), von links nach rechts: Hintere Reihe – Bedri Gürsoy, Zeki Rıza Sporel, Ömer Tanyeri, İsmet Uluğ, Sabih Arca, Cafer Çağatay, Fâhir Yeniçay, Kadri Göktulga, Fâhir Yeniçay
Vordere Reihe – Ragıp Mağden, Şekip Kulaksızoğlu, Alaattin Baydar.

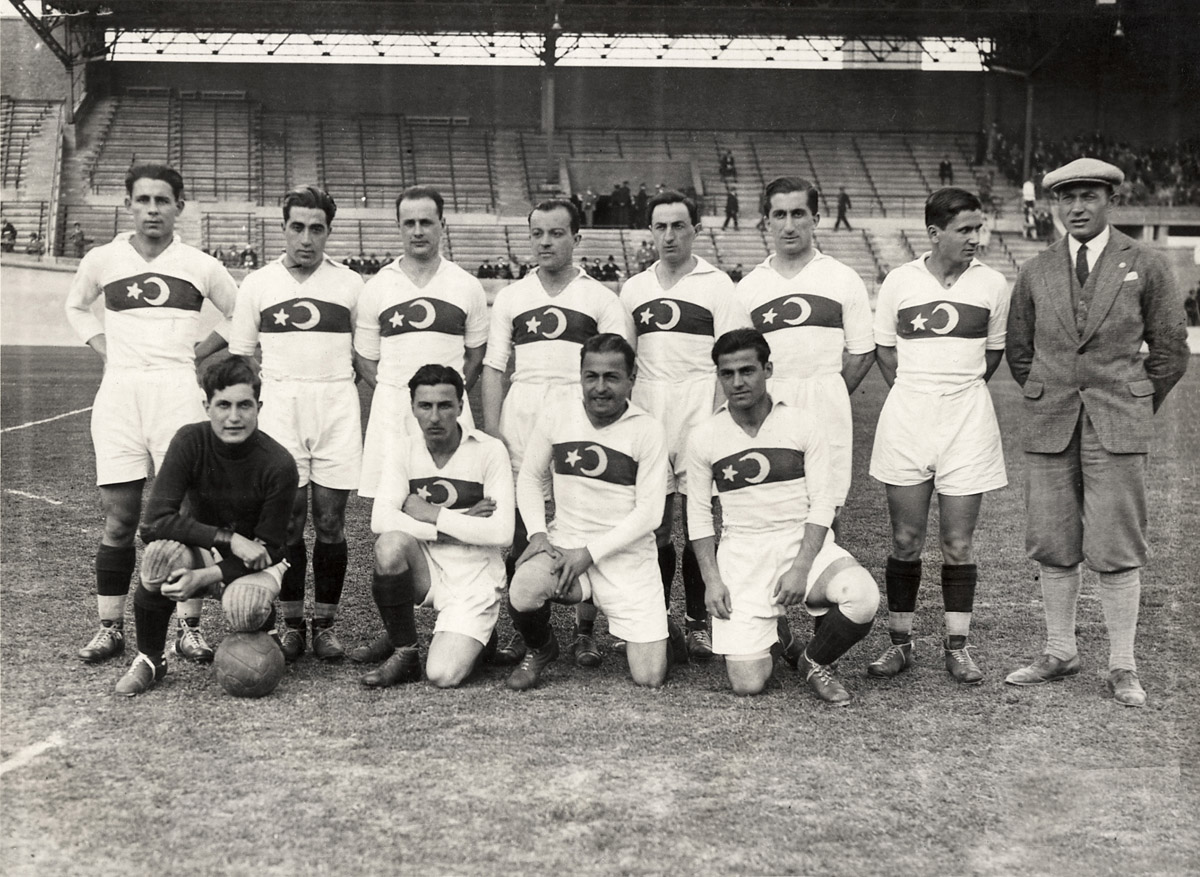
Die Türkische Fußballnationalmannschaft bei den Olympischen Sommerspielen 1928, von rechts nach links: Hintere Reihe – Burhan Atak, Kadri Göktulga, İsmet Uluğ, Alaattin Baydar, Zeki Rıza Sporel, Nihat Bekdik, Mehmet Leblebi, Béla Tóth
Vordere Reihe – Ulvi Yenal, Cevat Seyit, Bekir Refet, Muslihittin Peykoğlu.

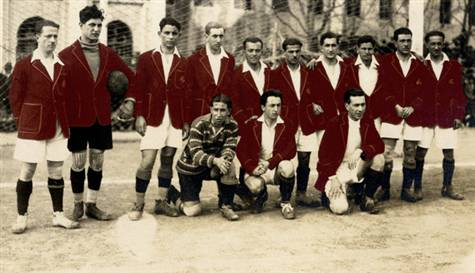
Anlässlich eines Freundschaftsspiels gegen eine Wiener Auswahlmannschaft zusammengestellte Istanbuler Auswahlmannschaft aus den Spielern von Fenerbahçe Istanbul und Galatasaray Istanbul. Hintere Reihe Fünfter von rechts: Alaattin Baydar.

### Vereine
Baydar begann mit dem Vereinsfußball in der Jugendmannschaft von Fenerbahçe Istanbul. Nach dem Eintritt des Osmanischen Reiches in den Ersten Weltkrieg am 2. August 1914 wurden nach und nach alle Fußballspieler der ersten Mannschaft Fenerbahçes und auch der anderen Teams aus Istanbul zum Kriegsdienst eingezogen. So rückten nach und nach immer jüngere Spieler in die erste Männermannschaft auf. Unter diesen Spielern befand sich auch der junge Baydar. Mit Fenerbahçe spielte er in der İstanbul Cuma Ligi (dt. Istanbuler Freitagsliga), der damals renommiertesten Liga des Landes. Als einzige Liga setzte sie ihren Spielbetrieb zwischen den Jahren 1915 und 1918 fort. Mit seiner Mannschaft wurde Baydar in der Cuma-Liga-Spielzeit 1916/17 hinter den Vereinen Altınordu İdman Yurdu und Anadolu SK Dritter der Liga. In der Spielzeit 1917/18 wurde Paydar mit seiner Mannschaft hinter Altınordu İY Vizemeister der Liga. Dieser Verein wurde 1909 im Istanbuler Stadtteil Kadıköy, dem Heimatbezirk Fenerbahçes, seitens früherer Mitglieder von Galatasaray Istanbul, gegründet. Dieser Verein etablierte sich in kürzester Zeit als ein großer Rivale Fenerbahçes.
Da das Osmanische Reich zu den Verlierermächten gehörte, wurde mit dem Ende des Ersten Weltkrieges dessen Hauptstadt Istanbul von militärischen Truppen der Briten, Franzosen und Italiener besetzt. Infolge der Kriegssituation und der anschließenden Besetzung Istanbuls wurde die Cuma Ligi nach dem Sommer 1918 nicht mehr fortgeführt. Die englischen Gruppen organisierten eigene Vereine und auch eine Liga. Durch diese Besatzung schränkten nahezu alle einheimischen Vereine, darunter auch Fenerbahçe, für etwa zwei Jahre ihre Tätigkeiten ein. Baydar spielte lediglich in einigen Freundschaftsspielen für Fenerbahçe und einmal für Altınordu İY. 1920 nahm Baydar mit Fenerbahçe am Makriköy-Gençlerbirliğ-Turnier teil.
Während der Besatzungszeit gründeten die englischen und französischen Besatzungstruppen ihre eigenen Vereine und organisierten auch mehrere Ligasysteme. Bis auf Fenerbahçe lehnten es alle anderen türkischen Vereine ab, mit den Besatzermannschaften in einer Liga zu spielen. Fenerbahçe nahm sehr erfolgreich an diesen Ligen und Turnieren teil und gewann 60 der 68 Spiele gegen die Besatzerteams, spielte vier Mal unentschieden und verlor lediglich vier Partien. Dieser Umstand hatte zur Folge, dass die Popularität Fenerbahçes unter der einheimischen Bevölkerung erheblich stieg und die Spiele als Spiegelbild der angespannten Situation innerhalb der Stadt dienten. In diesem Umfeld kehrte Baydar im Sommer 1920 zu seinem alten Verein Fenerbahçe zurück und nahm mit ihm an der wieder eingeführten Freitagsliga teil. Bereits in seiner ersten Saison nach seiner Rückkehr, der Spielzeit 1920/21 gewann er mit Fenerbahçe die Meisterschaft der Freitagsliga. Nachdem in der nächsten Saison die Meisterschaft an den Erzrivalen Galatasaray vergeben wurde, konnte in der Spielzeit 1922/23 wieder die Meisterschaft der Freitagsliga gewonnen werden. Diese errungene Meisterschaft, in der Fenerbahçe 12 Spiele bestritt, erreichte die Mannschaft ungeschlagen und ohne ein einziges Gegentor.
Vor dem Ende der Besatzung Istanbuls organisierte der Befehlshaber aller Besatzungstruppen Istanbuls, General Charles Harington Harington, ein nach ihm benanntes Pokalspiel, den General Harington Kupası. Für dieses Spiel, auf dessen Sieg Harington sehr großen Wert legte, organisierte er höchstpersönlich ein Auswahlturnier innerhalb der Besatzermannschaften, an denen die Mannschaften Irish Guards, Grenadiers Guards und Coldstream Guards teilnahmen. Nach den Turnierspielen wählte er aus diesen drei Mannschaften die aus seiner Sicht geeigneten Spieler aus. Zusätzlich ließ er extra für dieses Spiel aus den in Ägypten und Gibraltar stationierten britischen Truppen vier Profifußballspieler nach Istanbul holen. Aus all diesen Fußballspielern ließ er eine Mannschaft aufstellen, die er Coldstream Guards taufte. Anschließend ließ er in einer Tageszeitung die Annonce drucken, dass die Coldstream Guards die türkischen Mannschaften herausfordere und diese mit beliebiger Zusammenstellung im General Harington Kupası gegen sie antreten könne. Auf diese Zeitungsannonce antwortete Fenerbahçe damit, dass sie lediglich mit ihrem eigenen Kader die Herausforderung annehmen würden. So traten beide Teams am 29. Juni 1923 im Taksim-Stadion gegeneinander an. Baydar zählte bei diesem historischen Spiel zur Startelf seiner Mannschaft. Das prestigeträchtige Spiel entschied Fenerbahçe mit 2:1 für sich und sorgte bei der einheimischen Bevölkerung für große Freude.
Mit dem Ende der Besatzung Istanbuls und der Staatsgründung der modernen Türkei, wurde auch der Fußball in Istanbul reformiert. Nachdem zuvor in einigen Spielzeiten mehrere Istanbuler Ligen wie Freitagsliga und Sonntagsliga parallel existierten und miteinander konkurrierten, wurde im Sommer die İstanbul Futbol Ligi (dt. Istanbuler Fußballliga) eingeführt. Diese Liga ersetzte bzw. vereinigte alle vorherigen Ligen und sorgte dafür, dass alle bekannten Istanbuler Vereine in der gleichen Liga spielten. Baydar nahm mit seiner Mannschaft fortan an dieser Liga teil und spielte bis zum Sommer 1931 für Fenerbahçe in dieser Liga und erreichte in der Spielzeit 1929/30 die Meisterschaft dieser Liga. Dabei war Baydar in dieser Meisterschaftssaison nach Zeki Rıza Sporel mit zwölf Toren der zweiterfolgreichste Torschütze seiner Mannschaft. Lediglich in der Spielzeit 1924/25 nahm er mit seinem Verein nicht am Wettbewerb dieser Liga teil. Im Sommer 1931 beendete er seine Spielerkarriere.

### Nationalmannschaft
Baydar kam im ersten Spiel der Türkischen Nationalmannschaft zu seinem ersten Länderspieleinsatz. In der Partie gegen die Auswahlmannschaft Rumäniens befand er sich in der Startelf und spielte über die volle Spielzeit.
Mit der Türkischen Nationalmannschaft nahm Baydar an den Olympischen Sommerspielen 1924 und 1928 teil. Insgesamt absolvierte Baydar 16 Länderspiele und erzielte dabei ein Tor.

## Tod
Baydar verstarb am 13. Juni 1990. Am 15. Juni wurde er nach dem Mittagsgebet in der Istanbuler Galip-Paşa-Moschee auf dem Karacaahmet Friedhof beigesetzt.

## Trivia
- Baydar entstammt einer Aristokratenfamilie, die als Baydar, Nazikioğlu oder Baydar Nazikioğlu bekannt wurde. Einer seiner Vorfahren gründete die Ordensgemeinschaft Naziki Dergahı, daher auch der Nachname Nazikioğlu.[3]

- Baydars Familie ist Gegenstand einer antisemitische Verschwörungstheorie, die in der Türkei besonders von radikal-islamisch-motivierten Gruppen verbreitet wird. Demnach waren die Baydars (bzw. auch Nazikioğlu oder Nazikizade genannt) Sabbatianisten, die sich als Moslems ausgaben und so befähigt waren im Osmanischen Reich Regierungsposten einzunehmen. Diese Posten nutzen sie dann dazu aus, Staatsentscheidungen nach ihren Interessen umzulenken.[3]

## Erfolge
Fenerbahçe Istanbul
- İstanbul Cuma Ligi: 1920/21, 1922/23
- İstanbul Futbol Ligi: 1929/30
- General Harington Kupası: 1923

Nationalmannschaft
- Teilnahme an den Olympischen Sommerspielen: 1924, 1928